# Everything (Michael Bublé)
"Everything" is een nummer van de Canadese zanger Michael Bublé. Het nummer verscheen op zijn album Call Me Irresponsible uit 2007. Op 23 april van dat jaar werd het nummer uitgebracht als de eerste single van het album.

## Achtergrond
"Everything" is geschreven door Bublé, Alan Chang en Amy Foster-Gillies en geproduceerd door Bob Rock. Bublé schreef de tekst van het nummer voor zijn toenmalige vriendin, actrice Emily Blunt. Hij legde hierover uit: "Ik schreef het nummer over het geluk van echte liefde, maar tegelijkertijd maakte ik een statement over de wereld. We leven in vreemde tijden, en ik wilde zeggen dat het niet uitmaakt wat er gebeurt, deze persoon in mijn leven is wat het het waard maakt."
In tegenstelling tot andere nummers van Bublé kent "Everything" minder big band-invloeden en bevat het elementen uit pop- en rockmuziek. Zo zit er geen blazerssectie in het nummer, maar wordt het gekenmerkt door een akoestische gitaar en een piano, met een aantal elektrische gitaren in het refrein. De zang van Bublé is ook anders dan in zijn andere nummers; hij gebruikt vaak een interval, maar in dit nummer is dit niet te vinden.
"Everything" werd Bublé's grootste hit tot dan toe. In zijn thuisland Canada kwam het tot de tiende plaats, terwijl het in het Verenigd Koninkrijk en de Verenigde Staten respectievelijk de 38e en 46e plaats behaalde. In Nederland werd het de eerste top 10-hit van de zanger, met een negende plaats in de Top 40 en een vijfde plaats in de Single Top 100. In Vlaanderen kende het minder succes, het kwam niet in de Ultratop 50 terecht en bleef steken op de tweede plaats in de "Bubbling Under"-lijst.
In de videoclip van "Everything" zingt Bublé het nummer in een microfoon. Ook houdt hij een auditie voor acteurs en entertainers om in de clip te verschijnen. Aan het eind van de video kiest hij uiteindelijk de kandidaat die volgens hem het meest geschikt is. Onder anderen Bono en Whoopi Goldberg vielen onder de mensen die auditie deden voor de clip.

## Hitnoteringen

### Nederlandse Top 40
| Hitnotering: 28-04-2007 t/m 01-09-2007 | Hitnotering: 28-04-2007 t/m 01-09-2007 | Hitnotering: 28-04-2007 t/m 01-09-2007 | Hitnotering: 28-04-2007 t/m 01-09-2007 | Hitnotering: 28-04-2007 t/m 01-09-2007 | Hitnotering: 28-04-2007 t/m 01-09-2007 | Hitnotering: 28-04-2007 t/m 01-09-2007 | Hitnotering: 28-04-2007 t/m 01-09-2007 | Hitnotering: 28-04-2007 t/m 01-09-2007 | Hitnotering: 28-04-2007 t/m 01-09-2007 | Hitnotering: 28-04-2007 t/m 01-09-2007 | Hitnotering: 28-04-2007 t/m 01-09-2007 | Hitnotering: 28-04-2007 t/m 01-09-2007 | Hitnotering: 28-04-2007 t/m 01-09-2007 | Hitnotering: 28-04-2007 t/m 01-09-2007 | Hitnotering: 28-04-2007 t/m 01-09-2007 | Hitnotering: 28-04-2007 t/m 01-09-2007 | Hitnotering: 28-04-2007 t/m 01-09-2007 | Hitnotering: 28-04-2007 t/m 01-09-2007 | Hitnotering: 28-04-2007 t/m 01-09-2007 | Hitnotering: 28-04-2007 t/m 01-09-2007 |
| Week                                   | 1                                      | 2                                      | 3                                      | 4                                      | 5                                      | 6                                      | 7                                      | 8                                      | 9                                      | 10                                     | 11                                     | 12                                     | 13                                     | 14                                     | 15                                     | 16                                     | 17                                     | 18                                     | 19                                     |                                        |
| -------------------------------------- | -------------------------------------- | -------------------------------------- | -------------------------------------- | -------------------------------------- | -------------------------------------- | -------------------------------------- | -------------------------------------- | -------------------------------------- | -------------------------------------- | -------------------------------------- | -------------------------------------- | -------------------------------------- | -------------------------------------- | -------------------------------------- | -------------------------------------- | -------------------------------------- | -------------------------------------- | -------------------------------------- | -------------------------------------- | -------------------------------------- |
| Nummer                                 | 36                                     | 24                                     | 21                                     | 11                                     | 9                                      | 10                                     | 13                                     | 12                                     | 14                                     | 15                                     | 17                                     | 20                                     | 20                                     | 20                                     | 23                                     | 25                                     | 30                                     | 34                                     | 36                                     | uit                                    |

### Nationale Hitparade
| Hitnotering: 14-04-2007 t/m 24-11-2007 | Hitnotering: 14-04-2007 t/m 24-11-2007 | Hitnotering: 14-04-2007 t/m 24-11-2007 | Hitnotering: 14-04-2007 t/m 24-11-2007 | Hitnotering: 14-04-2007 t/m 24-11-2007 | Hitnotering: 14-04-2007 t/m 24-11-2007 | Hitnotering: 14-04-2007 t/m 24-11-2007 | Hitnotering: 14-04-2007 t/m 24-11-2007 | Hitnotering: 14-04-2007 t/m 24-11-2007 | Hitnotering: 14-04-2007 t/m 24-11-2007 | Hitnotering: 14-04-2007 t/m 24-11-2007 | Hitnotering: 14-04-2007 t/m 24-11-2007 | Hitnotering: 14-04-2007 t/m 24-11-2007 | Hitnotering: 14-04-2007 t/m 24-11-2007 | Hitnotering: 14-04-2007 t/m 24-11-2007 | Hitnotering: 14-04-2007 t/m 24-11-2007 | Hitnotering: 14-04-2007 t/m 24-11-2007 | Hitnotering: 14-04-2007 t/m 24-11-2007 |
| Week                                   | 1                                      | 2                                      | 3                                      | 4                                      | 5                                      | 6                                      | 7                                      | 8                                      | 9                                      | 10                                     | 11                                     | 12                                     | 13                                     | 14                                     | 15                                     | 16                                     | 17                                     |
| -------------------------------------- | -------------------------------------- | -------------------------------------- | -------------------------------------- | -------------------------------------- | -------------------------------------- | -------------------------------------- | -------------------------------------- | -------------------------------------- | -------------------------------------- | -------------------------------------- | -------------------------------------- | -------------------------------------- | -------------------------------------- | -------------------------------------- | -------------------------------------- | -------------------------------------- | -------------------------------------- |
| Nummer                                 | 45                                     | 34                                     | 9                                      | 10                                     | 9                                      | 7                                      | 7                                      | 8                                      | 13                                     | 8                                      | 6                                      | 5                                      | 7                                      | 7                                      | 8                                      | 8                                      | 10                                     |
| Week                                   | 18                                     | 19                                     | 20                                     | 21                                     | 22                                     | 23                                     | 24                                     | 25                                     | 26                                     | 27                                     | 28                                     | 29                                     | 30                                     | 31                                     | 32                                     | 33                                     |                                        |
| Nummer                                 | 16                                     | 13                                     | 20                                     | 26                                     | 30                                     | 23                                     | 24                                     | 19                                     | 30                                     | 47                                     | 47                                     | 42                                     | 46                                     | 58                                     | 71                                     | 76                                     | uit                                    |

### NPO Radio 2 Top 2000
| Nummer met noteringen in de NPO Radio 2 Top 2000 | '07 | '08  | '09 | '10 | '11 | '12 | '13 | '14  | '15  | '16  | '17  | '18  | '19  | '20  |
| ------------------------------------------------ | --- | ---- | --- | --- | --- | --- | --- | ---- | ---- | ---- | ---- | ---- | ---- | ---- |
| Everything                                       | 424 | 1721 | 219 | 524 | 798 | 795 | 941 | 1119 | 1427 | 1759 | 1942 | 1495 | 1531 | 1890 |

1. ↑  Een vetgedrukt getal geeft de hoogste notering aan.
2. ↑  2007 was het eerste jaar met een notering voor dit nummer.
3. ↑  Deze tabel is bijgewerkt tot en met de laatste editie (2024).